# Salix pyrenaica
Salix pyrenaica es una especie de sauce perteneciente a la familia de las salicáceas. Se encuentra en  Europa.

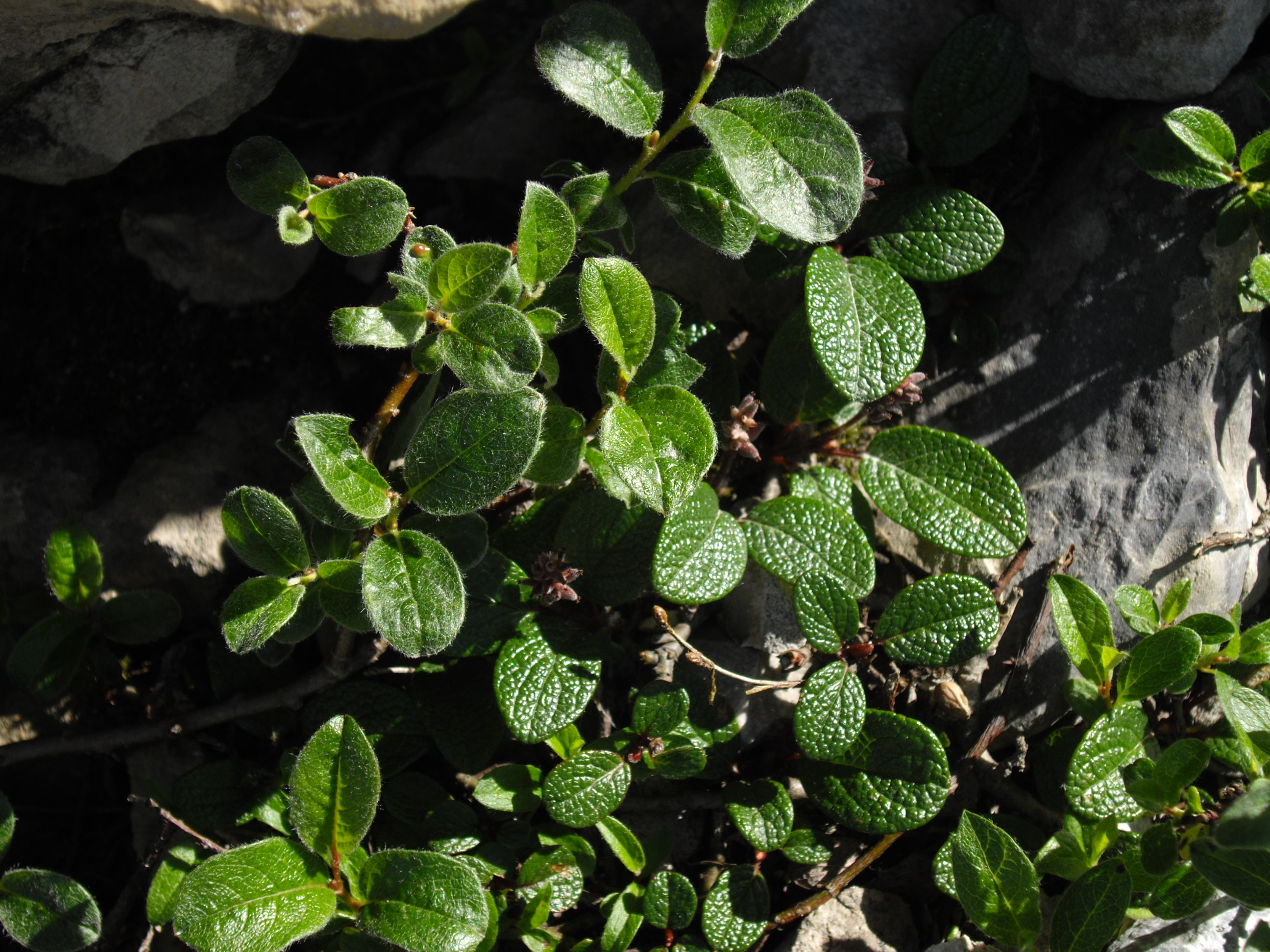
Detalle de la hoja

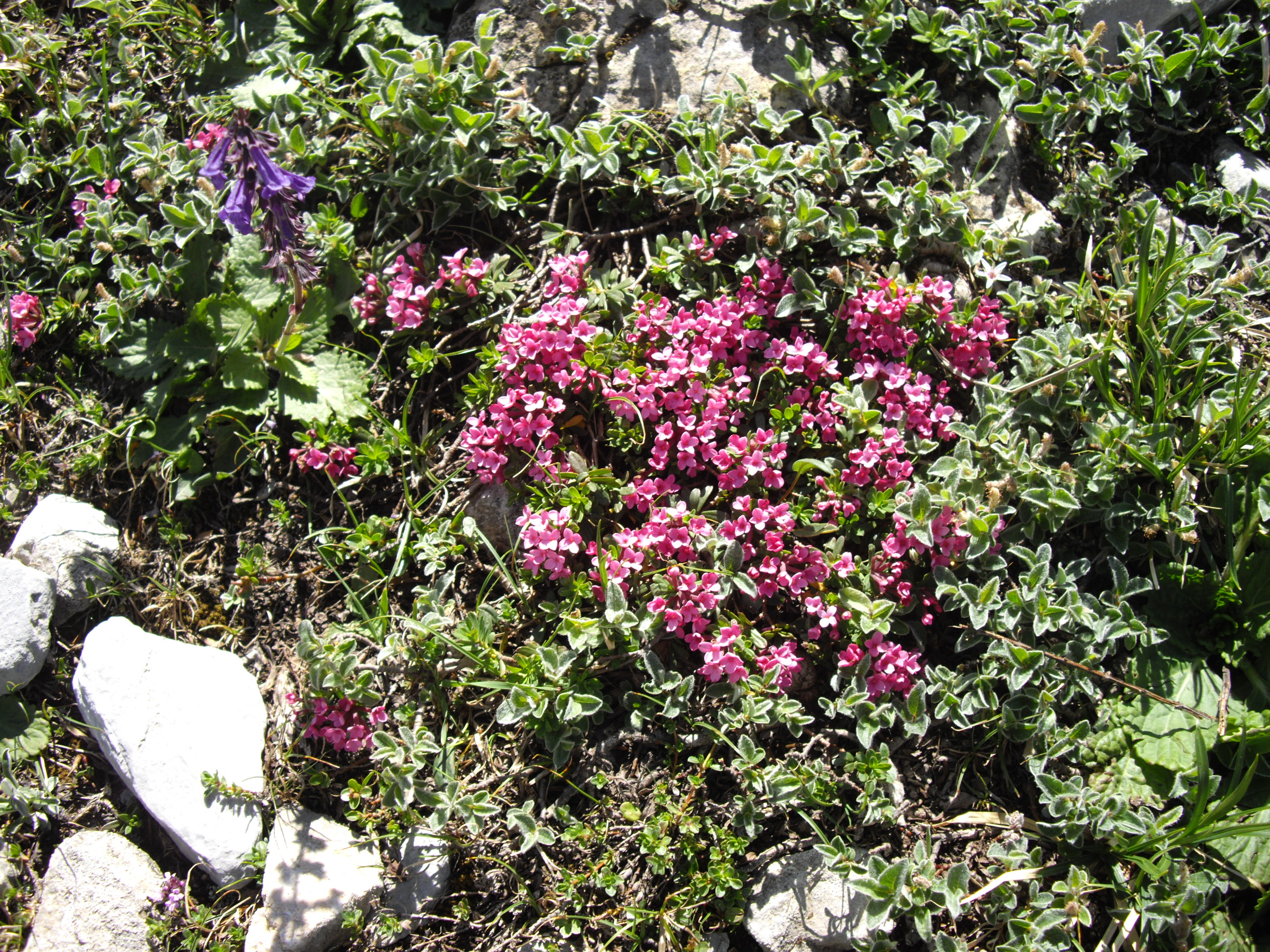
Vista de la planta en flor

## Descripción
Es un arbusto que alcanza un tamaño de hasta 0,5 m de altura, erecto o rastrero. Las ramitas jóvenes glabrescentes, de color amarillo o verde; las ramas viejas glabras, castaño-rojizas, pardas o hasta grisáceas. Las hojas 2-5 × 1-1,5 cm, elípticas, oblongo-transovadas u oblongo-lanceoladas, con ápice agudo, recurvado, redondeadas o apenas atenuadas en la base y margen revoluto, entero y ciliado, glabras, glabrescentes, a veces pubescentes por el haz, glabrescentes o pubescentes, con glaucescencia cérea, por el envés; pecíolo de menos de 0,5 cm, con pocos pelos y base ensanchada; estípulas inexistentes o reducidas a glándulas. Amentos 3,5-4 × 1,5 cm, coetáneos, generalmente solitarios, laterales o subterminales, sobre pedúnculos largos con brácteas foliáceas, con el raquis peloso; brácteas florales ovaladas, transovadas u oblongas, pelosas, con ápice obtuso, de color uniforme, solo más obscuras en el ápice las situadas en el extremo superior del amento. Flores con 1-2 nectarios o disco nectarífero; las flores masculinas generalmente con 2 nectarios y 2 estambres y con filamentos libres, pelosos, a veces subglabros y anteras obscuras, negras; las femeninas con pistilo cortamente pedicelado, pubescentes, pocas veces glabrescentes o glabras, estilo largo y estigmas bífidos.

## Hábitat
Se encuentra en zonas abundantemente innivadas, en substratos calizos, rellanos en cantiles kársticos sombríos, etc.; a una altitud de (1200)1400-2500 metros en la Cordillera pirenaica. Abunda en todas las provincias pirenaicas, siendo más frecuente en las occidentales. 

## Taxonomía
Salix pyrenaica fue descrita por Antoine Gouan y publicado en Ill. Observ. Bot.: 77 (1773)
Etimología
Salix: nombre genérico latino para el sauce, sus ramas y madera.
pyrenaica: epíteto geográfico que alude a su localización en los Pirineos. 
Sinonimia
- Salix ciliata DC. in Lam. & DC.
- Salix ovata Ser.
- Salix pyrenaica f. grandifolia Sennen
- Salix pyrenaica f. parvifolia Goerz
- Salix pyrenaica var. nitidula Font Quer[4]

## Nombre común
- Castellano: sauce del Pirineo.[4]